# 野球好きニューススペシャル マル秘メジャー
野球好きニューススペシャル マル秘メジャー（やきゅうずきニューススペシャル マルひメジャー）は、J SPORTSでプロ野球シーズンオフの12月から3月に放映されているMLB・日本プロ野球をテーマにしたバラエティ番組・トーク番組である。
メジャーとメジャーを繋ぐ(？)野球オフシーズン番組。ゲストに迎えた現役・OB問わずMLBにゆかりのある選手へ鋭く突っ込みその素顔に迫る。他にも、野球の知識がレベルアップするような楽しいコーナーもある。

## 概要
- 2010年より毎年シーズンオフに放送。遠藤章造と、デニー友利をパーソナリティに据え、MLBファンのプロ野球選手やファンの著名人を迎えて、日本人メジャーリーガーや日本プロ野球の選手・関係者の試合では見せない素顔やオフシーズンの過ごし方に密着する。同局の『ガンバレ日本プロ野球!?』に類似する内容で『野球好きニュース』の派生番組である。
- デニー友利が横浜DeNAベイスターズ投手コーチ就任に伴い、シーズン2の第3回で卒業。代わって高津臣吾が、シーズン2の第4回から登場。
- シーズン3の第3回は、高津臣吾が日本プロ野球名球会の所用でハワイに行っており、デニー友利が代打を務めた。

## レギュラー出演者
- 司会進行：遠藤章造（2010年 - ）、デニー友利（2010年 - 2012年）、高津臣吾（2012年 - ）

## ゲスト
シーズン1（2010-2011）
1. 落合博満(中日ドラゴンズ監督)
森繁和(中日ドラゴンズヘッドコーチ)
福留孝介(シカゴ・カブス)
2. 松坂大輔(ボストン・レッドソックス)
3. 黒田博樹(ロサンゼルス・ドジャース)
4. メジャーキャンプ篇

シーズン2（2011-2012）
1. 黒田博樹(前ロサンゼルス・ドジャース)
2. 落合博満(前中日ドラゴンズ監督)
森繁和(前中日ドラゴンズヘッドコーチ)
3. 斎藤隆（アリゾナ・ダイヤモンドバックス）
青木宣親(ミルウォーキー・ブルワーズ)
4. メジャーキャンプ篇

シーズン3（2012-2013）
1. 青木宣親(ミルウォーキー・ブルワーズ)
2. 高橋尚成(前ピッツバーグ・パイレーツ)
3. 上原浩治(ボストン・レッドソックス)

※所属球団は当時。